# سیاه‌چاله‌ها و مکاشفات
سیاه‌چاله‌ها و مکاشفات (به انگلیسی: Black Holes and Revelations) نام چهارمین آلبوم استودیویی گروه آلترنتیو راک بریتانیایی میوز است که در ۲۸ ژوئن ۲۰۰۶ در ژاپن، ۳ ژوئیه ۲۰۰۶ در بریتانیا منتشر شد. 
در میان رده‌بندی مجله کیو به عنوان «بهترین آلبوم‌های بریتانیایی همه زمان‌ها» این آلبوم در جایگاه ۳۴ قرار گرفت.